# Sant Gil de Torà
Sant Gil de Torà és l'església parroquial de Torà, a la comarca del Solsonès. És un monument protegit i inventariat dins el Patrimoni Arquitectònic Català

## Descripció
Església gòtica-tardana d'una sola nau amb dos trams de volta de creueria, el cor i el presbiteri. A l'interior es pot observar una única nau molt ampla i quatre capelles laterals a cada banda. Les del S més petites i les del N més grans i ricament decorades. L'altar Major està presidit per la imatge de Sant Gil, patró del municipi de Torà. Tota la nau es troba arrebossada i pintada amb cromatismes ocres. Gris o rosat a les motllures i nervadures. Es pot accedir a l'interior de l'església a través de dues portades, una principal al mur sud i l'altra al mur de ponent. La façana que mira a la Pl. de l'Església és molt sòbria i només s'hi poden veure dues obertures d'arc escarser i un rellotge de sol al centre de la façana. El portal d'accés presenta una porta semicircular amb la clau decorada, emmarcada per dues fornícules amb petxina i columnes estriades adossades al mur. Damunt aquesta portada trobem una fornícula central de petxina en molt mal estat. A l'extrem O de la façana s'aixeca la torre del campanar. Aquest té dos trams i presenta una planta quadrangular amb les arestes tallades i una obertura d'arc de mig punt a cada cara. Tot el parament és de pedra amb filades de carreus mitjans molt ben escairats. Actualment aquesta església està en restauració perquè es vol recuperar uns arcs de la primitiva església medieval.

Sant Gil de Torà
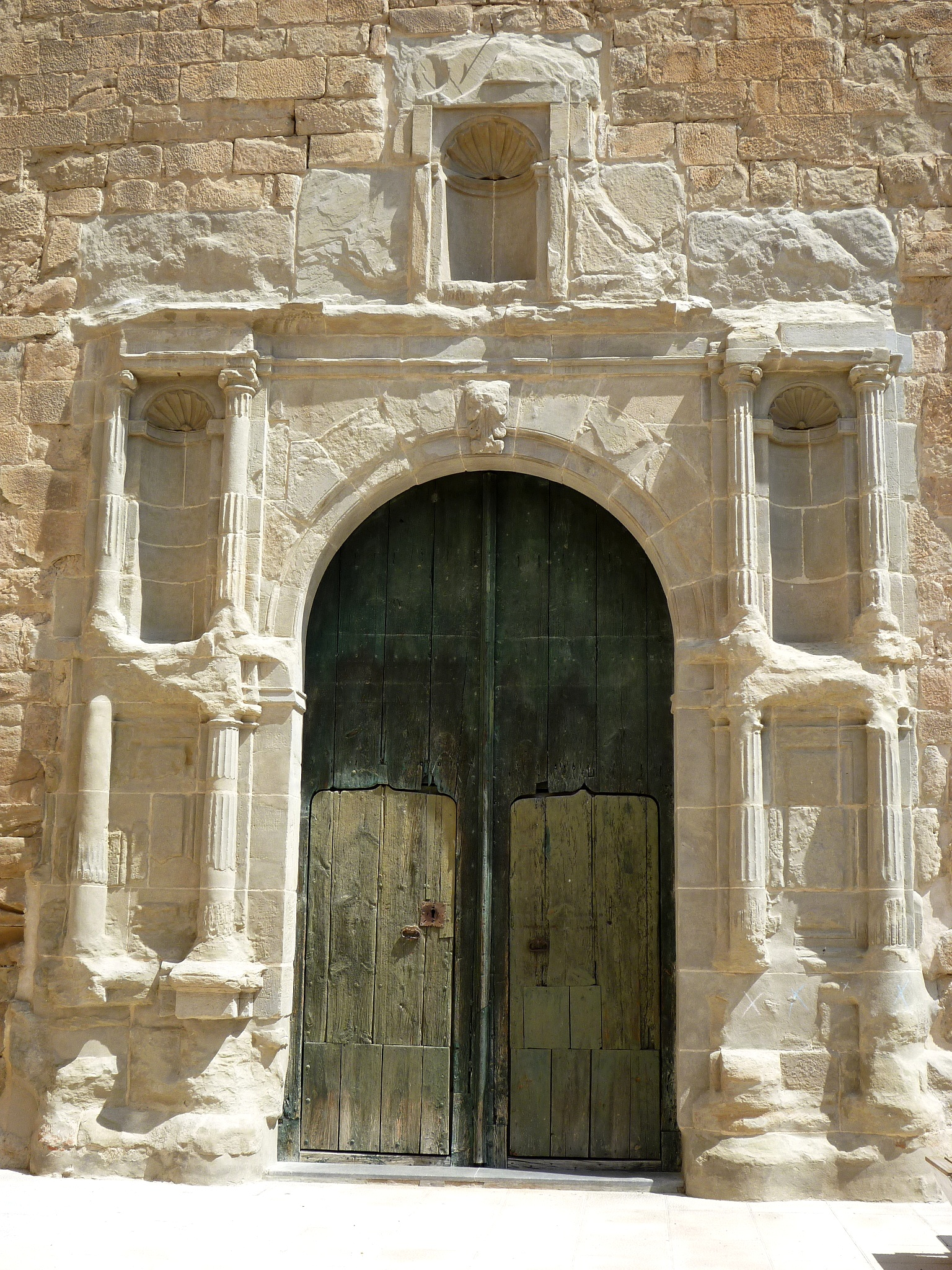
Portada al mur sud
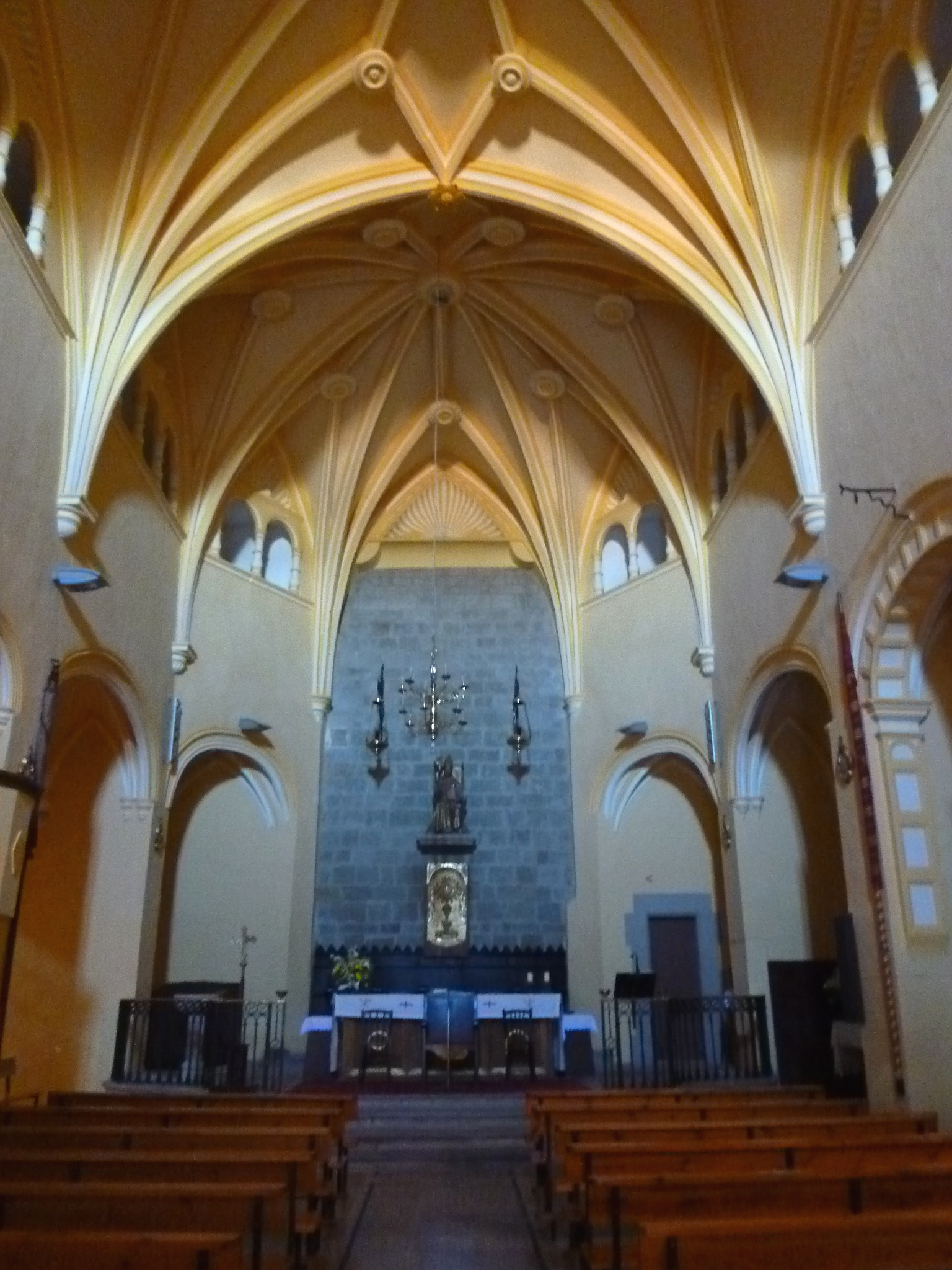
Interior
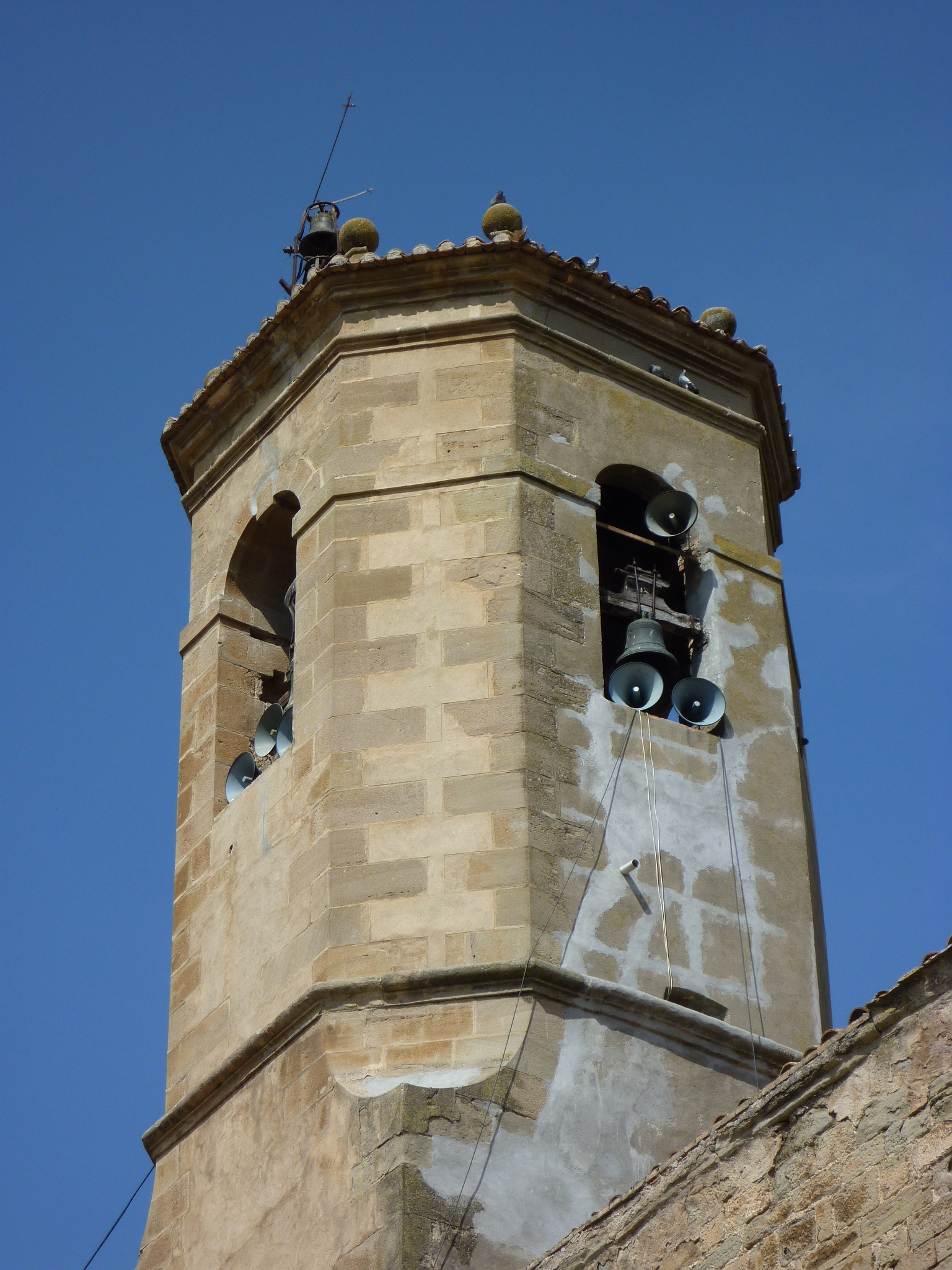
Campanar
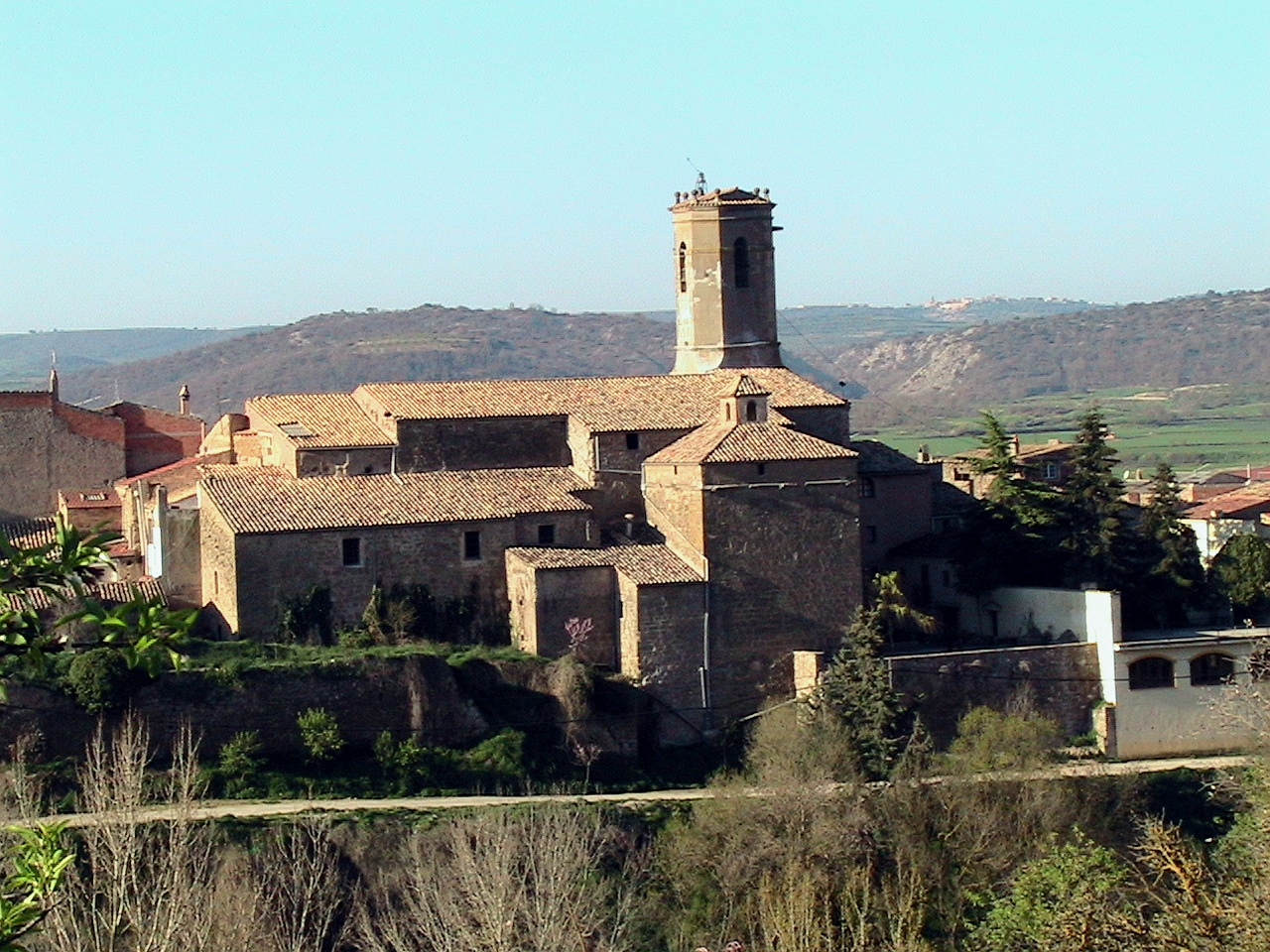
Des de la Costa de l'Aguda
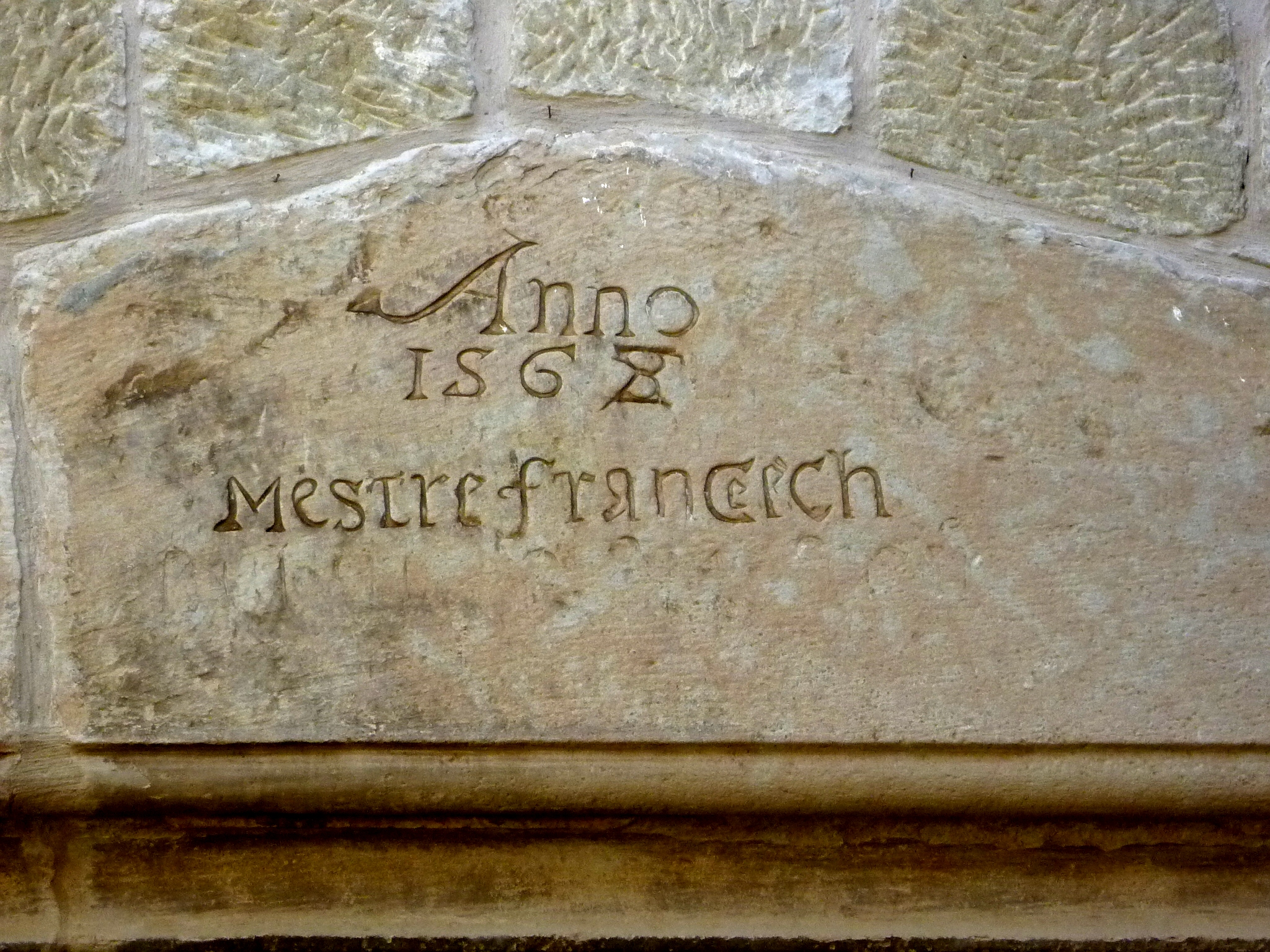
Inscripció

## Notícies històriques
En diverses actes de consagració de les esglésies de Santa Maria de Solsona l'any 1070 trobem el nom de Torà entre els noms de les esglésies cedides a Solsona.